# Комплекс з виробництва добрив у Малазі

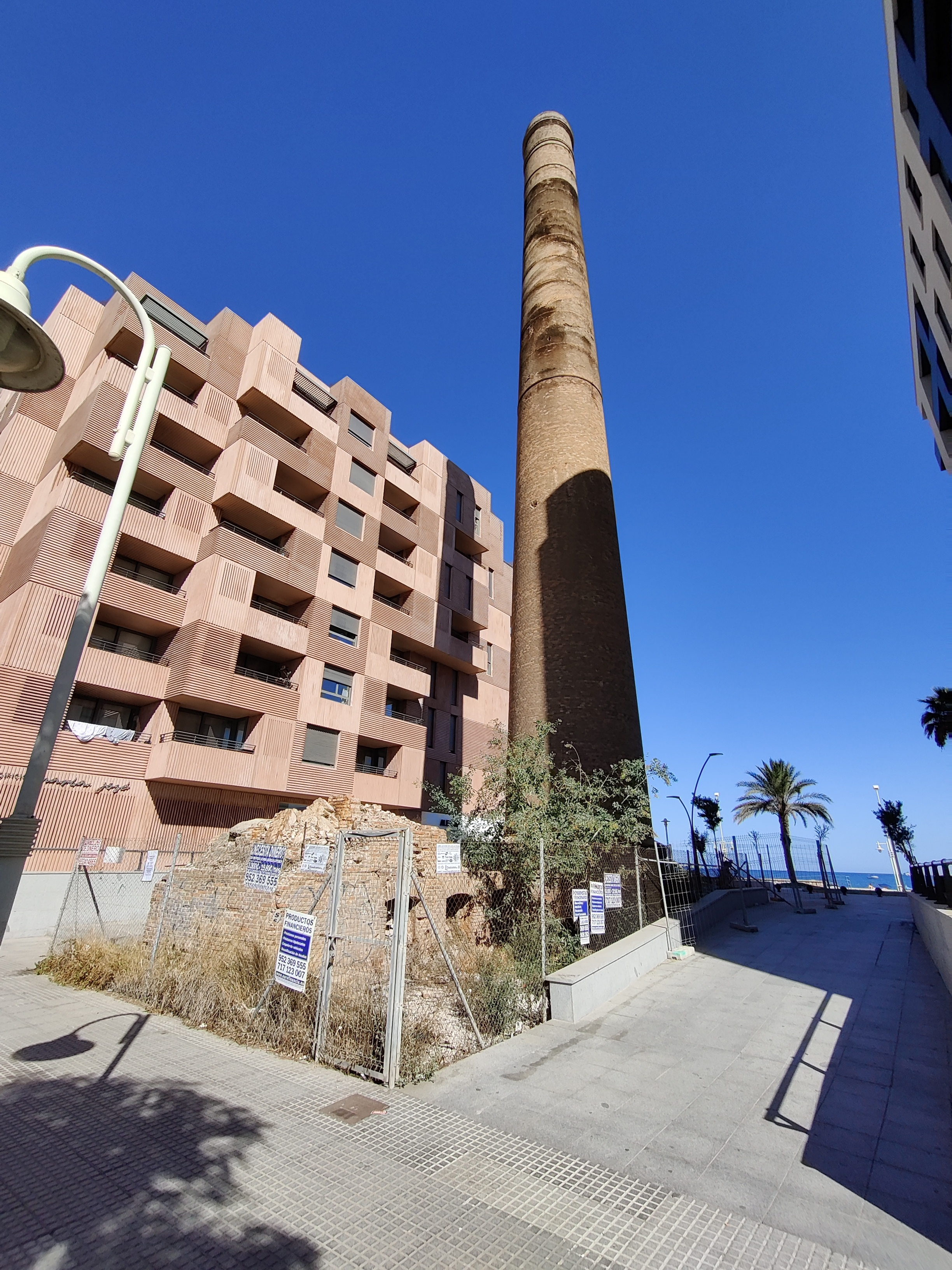
Споруджений в 1890 році димар першого заводу сульфатної кислоти

Комплекс з виробництва добрив у Малазі – колишні виробничі майданчики в іспанському місті Малага, що у підсумку опинились під контролем компанії Productos Químicos Ibéricos (Proquiber).
У 1884-му році в Малазі заснували нафтопереробний завод «La Conception». Технологія потребувала очистки сульфатною кислотою, з огляду на що вирішили звести завод з її виробництва, відомий як «La Trinidad». Кислоту отримували шляхом спалювання піритів, доправлених з потужного видобувного регіону в іспанській провінції Уельва. Про час запуску цього виробництва може сідчити те, що димар фабрики «La Trinidad» спорудили у 1890 році.
Втім, вже невдовзі в Іспанії почався бум виробництва фосфорного добрива – суперфосфату, чому сприяла географічна близькість до фосфоритів Марокко та наявність нещодавно зазначених піритів Уельви (суперфосфат продукують шляхом розкладення фосфоритів сульфатною кислотою). На заводі «La Trinidad» виробництвом добрив опікувалась компанія Sociedad General de Industria y Comercio, що була під контролем Sociedad Española de la Dinamita. Завод узявся за новий вид діяльності в 1905-му і продукував не тільки суперфосфат, але й нітрати. Станом на 1914 рік він отримував фофсорити з Алжиру та Флориди, а нітратну кислоту постачав завод тієї ж компанії в Картаггені. Станом на початок 1920-х майданчик вже належав Unión Española de Explosivos (UEE), що вела походження від заснованого Альфредом Нобелем заводу вибухівки у Більбао (можливо відзначити, що услід за Sociedad General de Industria y Comercio в 1927-му UEE поглинула і Sociedad Española de la Dinamita).
В 1909-му у Малазі почало роботу виробництво компанії La Sociedad Ibérica de Superfosfatos, яке могло виробляти 1 тисячу тонн сульфатної кислоти та 2 тисячі тонн суперфосфату на місяць. Станом на початок 1920-х завод належав Unión Española de Abonos, Productos quitnicos y Superfósfatos (оскільки вона знаходилась під контролем французького капіталу, то також відома як Union Espagnole de Fabriques d’Engrais, de Produits Chimiques et de Superphosphates). В 1926-му попереднього власника поглинула іспанська компанія SA Cros, що станом на 1930-ті роки стала власником більш ніж десятка заводів суперфосфату по всій країні. За іншими даними, SA Cros отримала контроль над малазькою фабрикою в 1929-му.
Нарешті, в 1920-му створили компанію Vasco Andaluza de Abonos, яка у 1923-му ввела в дію у Малазі завод суперфосфату, також відомий як «San Carlos».
Світова економічна криза 1929 – 1933 років суттєво вплинула на хімічні підприємства Малаги. Так, завод «La Trinidad» в 1933-му був вимушений зупинити виробництво через поганий попит та накопичення на складах 16 тисяч тонн продукції. Завод «San Carlos» в 1932-му взагалі простоював, а виробництво майданчику SA Cros впало з 34 тисяч тонн в 1932-му до 23 тисяч тонн в 1934-му. Як наслідок, в хімічному секторі міста розпочалась концентрація і SA Cros поглинула завод «San Carlos» (при цьому останній в 1933-му зміг запуститись та видати 10 тисяч тонн суперфосфату та лише 125 тонн сульфатної кислоти). 
В 1947-му UEE та SA Cros утворили на паритетних засадах Productos Químicos Ibéricos (Proquiber), так що всі три суперфосфатні підприємства Малаги опинились під контролем одного власники.
Станом на середину 1950-х належний Proquiber комплекс у Малазі міг випускати 70 тисяч тонн суперфосфату на рік.
В першій половині 1960-х в Іспанії почалось виробництво комплексних добрив, що суттєво знизило попит на суперфосфат, а в 1968-му Proquiber зупинила виробництво добрив на майданчику в Малазі. Не пізніше 1969-го припинився і випуск сульфатної кислоти.
Наразі від комплексу залишився лише димар заводу «La Trinidad» заввишки 39 метрів.